# Allmänfarlig ödeläggelse
Allmänfarlig ödeläggelse är ett brott i svensk lag. Brottet finns beskrivet i brottsbalken 13 kapitel, 3 §. Man gör sig skyldig till allmänfarlig ödeläggelse om man åstadkommer explosion, översvämning, ras, skeppsbrott, flyg- eller tågolycka eller något annat som medför fara för liv eller hälsa eller omfattande förstörelse av egendom. 
Straffet för allmänfarlig ödeläggelse är fängelse i lägst två år och högst åtta år. Är brottet lindrigt är straffet fängelse i ett till tre år. Om det bedöms som grovt är straffet fängelse i sex till arton år eller på livstid.
Straffsatsen för detta brott är alltså densamma som för mordbrand.